# Макджо Арройо
Макджо Арройо Асеведо (англ. McJoe Arroyo Acevedo, 5 грудня 1985, Сейба) — пуерториканський професійний боксер, призер чемпіонату світу серед аматорів, чемпіон світу за версією IBF (2015-2016) у другій найлегшій вазі.
Макджо — брат-близнюк Маквільямса Арройо, теж професійного боксера.
Брати Макджо і Маквільямс Арройо — єдині у світі брати-близнюки, які завойовували медалі на чемпіонатах світу з боксу серед аматорів.

## Аматорська кар'єра
Брати Макджо і Маквільямс Арройо займалися боксом з дванадцяти років і відразу домовилися ніколи у офіційних поєдинках не битися один з одним.
2006 року Макджо став бронзовим призером Ігор Центральної Америки, програвши у півфіналі Хуану Карлосу Паяно (Домініканська республіка).
На чемпіонаті світу 2007 завоював бронзову медаль.
- В 1/16 фіналу переміг Раяна Ліндберга (Ірландія) — RSCO 3
- В 1/8 фіналу переміг Сапарбека Уль Тілека (Киргизстан) — RSCO 3
- В 1/4 фіналу переміг Хонатана Ромеро (Колумбія) — 23-9
- У півфіналі програв Сергію Водоп'янову (Росія) — 9-20

На Олімпійських іграх 2008 в першому бою знов програв Сергію Водоп'янову (Росія).
На чемпіонаті світу 2009 програв у третьому поєдинку Гу Юй (Китай).

## Професіональна кар'єра
Дебютував на профірингу 27 лютого 2010 року.
Здобувши 16 перемог, 18 липня 2015 року Макджо Арройо вийшов на бій за вакантний титул чемпіона світу за версією IBF у другій найлегшій вазі проти філіппінця Артура Вільянуева і здобув перемогу технічним рішенням. Однак вже у першому захисті титула 3 вересня 2016 року програв філіппінцю Джервіну Анкахасу.
В наступних чотирьох боях зазнав ще трьох поразок і завершив кар'єру.